# Chanakhu
Chanakhu (nep. चनखु) – gaun wikas samiti w środkowej części Nepalu w strefie Dźanakpur w dystrykcie Ramechhap. Według nepalskiego spisu powszechnego z 2001 roku liczył on 477 gospodarstw domowych i 2534 mieszkańców (1415 kobiet i 1119 mężczyzn).